# 小行星8371
小行星8371（8371 Goven）是一颗绕太阳运转的小行星，为主小行星带小行星。该小行星于1991年10月2日发现。

## 轨道参数
小行星8371的轨道半长轴为2.7149742 UA，离心率为0.06。